# Borgerhout
Borgerhout és un antic municipi de Bèlgica a la província d'Anvers, que el 1982 va fusionar amb la ciutat d'Anvers. El 2020, el barri tenia 45.998 habitants, sobre una superfície de 3,93 km². És principalment un poble dormitori amb poca indústria excepte serveis de proximitat.
Limita al nord amb Deurne, a ponent el nucli històric d'Anvers i el barri de Zurenborg i a migdia amb Berchem.

## Història
El primer esment escrit Borgerholt data del 1214. El sufix -holt indica una zona boscosa. Va ser destrossat vàries vegades al segle xvi durant la guerra amb Espanya. El municipi es va crear el 1836 com una excisió de Deurne.

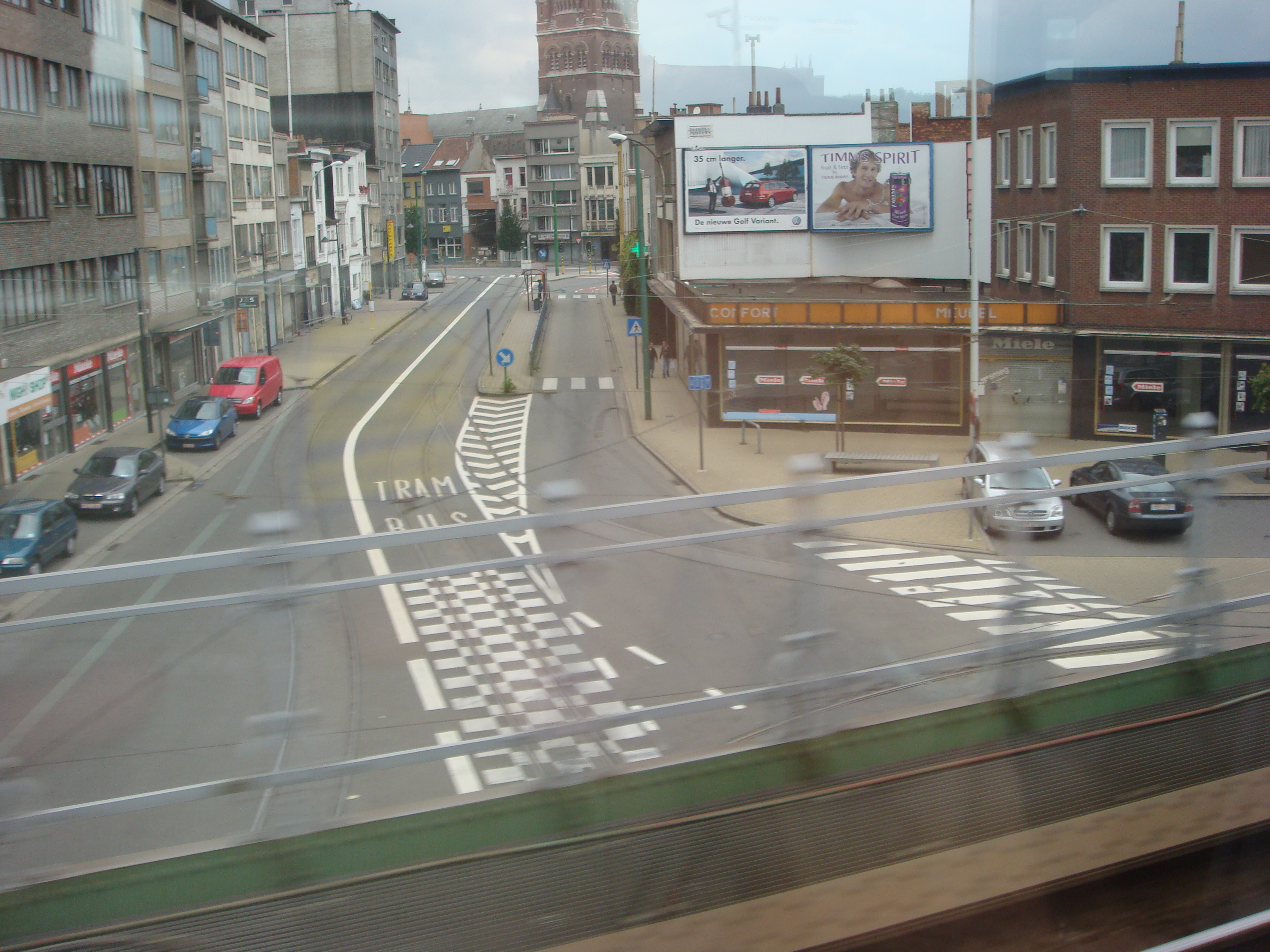
Turnhoutse baan (‘carretera de Turnhout’) amb edificis funcionalistes dels anys 1960

Fins al segle xviii era nucli rural poc poblat. Es va desenvolupar quan es van urbanitzar i modernitzar les carreteres cap a Turnhout i Herentals a mitjan segle xix. Els anys 1860 es va construir els forts de la fortificació d'Anvers segons els plans del general Henri Alexis Brialmont (1821-1903), això va tallar el municipi en dues parts. El 1927 es va terraplenar i entubar el canal Herentalse Vaart que formava la frontera amb Berchem i que connectava el poble amb els canals centrals. A les seves ribes s'havien instal·lat moltes cerveseries.

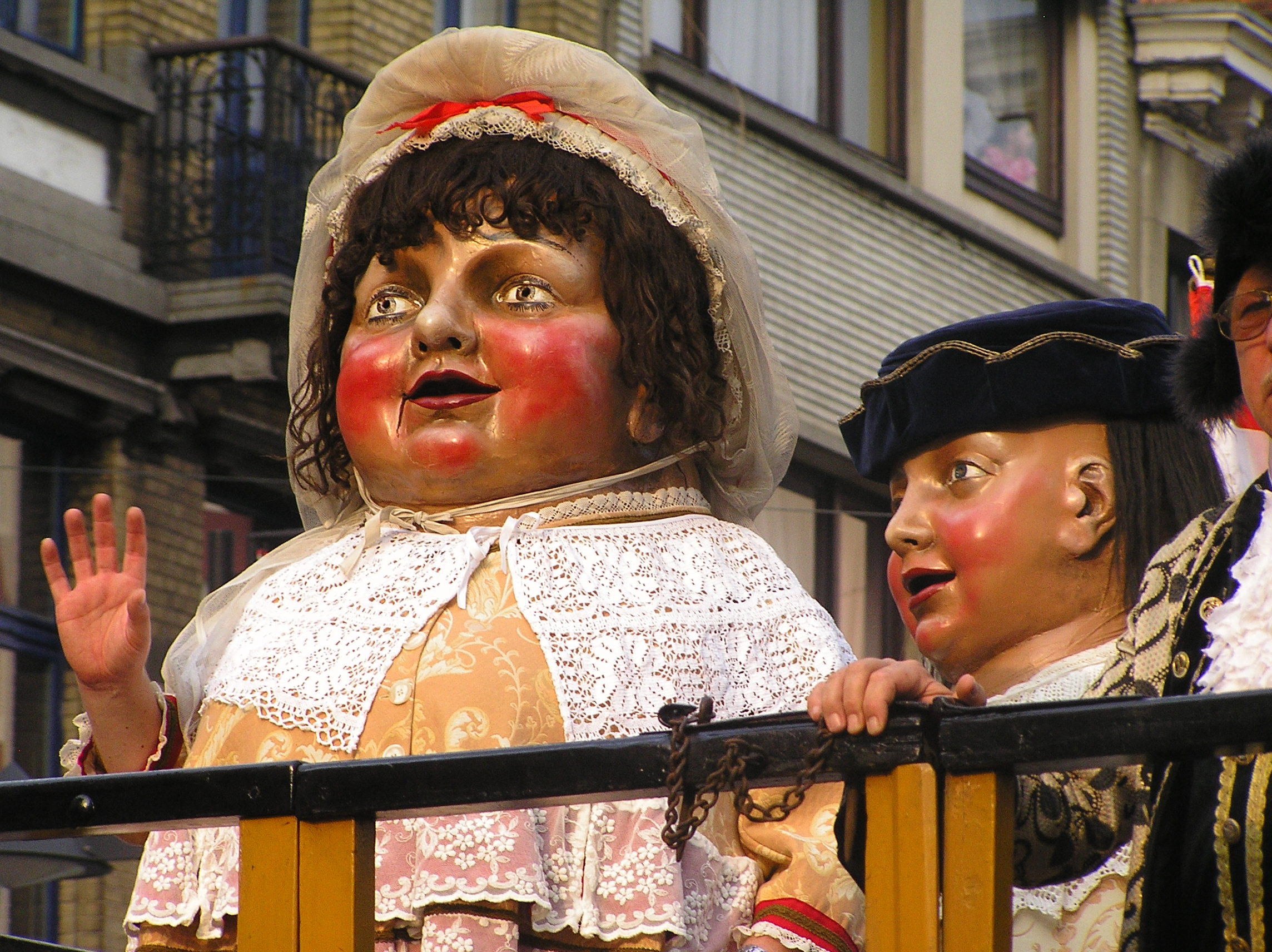
Els gegants de 1712

Durant de la Segona Guerra Mundial els bombardejos alemanys van destrossar molt. Després de la el poble molt urbanitzat i no gaire verd, va perdre molta població per mor de l'èxode urbà. La ferida de les fortificacions, no va millorar quan des dels anys 1960 es van enderrocar els forts per crear el «cinturó d'Anvers», una autopista circular que connecta les rutes europees E19 i E17. L'impacte negatiu d'aquesta barrancada d'asfalt i formigó va contribuir a l'èxode. Des dels anys 2010 el govern d'Anvers i de Flandes va decidir reurbanitzar-la i cobrir-la parcialment. Així, la ferida urbanística podrà cicatritzar-se i augmentar la qualitat de vida. En aquest projecte el riu Schijn sortirà del seu dogal de formigó per tornar a la superfície i esdevenir un riu viu amb bosc de ribera i zones d'inundació permeables.

## Uns edificis i vistes
- Primer ajuntament «Reuzenhuis», casa dels gegants
- Casa modernista al carrer Laar
- Campana de l'església de sant Joan
- Laboratori d'enginyeria hidràulica

## Persones
- Hugues C. Pernath (1931-1975), poeta